# Ugo di Sully
Ugo di Sully in francese Hugues de Sully (fl. XIII secolo) è stato un militare francese.
Fu un generale al servizio del re di Sicilia Carlo I d'Angiò. Era anche conosciuto come Hugues le Rousseau (Ugo il "Rosso"), per via del colore dei suoi capelli. Ugo era un cavaliere borgognone di temperamento focoso e altero, secondo i cronisti, fu nominato vicario generale del Regno d'Albania da Carlo nell'agosto 1279, e guidò le forze siciliane nel loro tentativo fallito di conquistare Berat all'Impero bizantino nel 1280-1281. Sully fu fatto prigioniero in un'imboscata, dopodiché il suo esercito si disperse e subì molte perdite da parte dei bizantini all'inseguimento. Fu poi portato a Costantinopoli dove fu fatto sfilare per le strade insieme agli altri prigionieri. Sully fu infine liberato dopo anni di prigionia bizantina e tornò in Italia. Aveva sposato Filippa de Milly dalla quale ebbe Giovanni.